# Eurythecta
Eurythecta es un género de polillas de la familia Tortricidae.

## Especies
- Eurythecta curva Philpott, 1918
- Eurythecta eremana (Meyrick, 1885)
- Eurythecta leucothrinca Meyrick, 1931
- Eurythecta loxias (Meyrick, 1888)
- Eurythecta phaeoxyla Meyrick, 1938
- Eurythecta robusta (Butler, 1877)
- Eurythecta zelaea Meyrick, 1905